# الإسلام في النمسا
الإسلام في النمسا هو ثاني أكبر دين في البلاد، ويمارسه نسبة 8% من مجموع السكان وفقا لتقديرات 2016. الغالبية العظمى من المسلمين في النمسا ينتمون إلى المذهب السني وأقلية شيعية. معظم المسلمين جاءوا إلى النمسا خلال عقد الستينات كعمال مهاجرين من تركيا والبوسنة والهرسك. هناك أيضا مجتمعات عربية وأفغانية الأصل.

## التاريخ
يذكر المؤرخ Smail Balić أن أول دليل على وجود مسلمين في النمسا يعود إلى القبائل البدوية من آسيا التي دخلت المنطقة في سنة 895. في أعقاب الفتح العثماني لإمبراطورية هابسبورغ في أواخر القرن 15، انتقل المزيد من المسلمين إلى الأراضي التي تشكل النمسا في العصر الحديث. تم طرد المسلمين بعد سيطرة إمبراطورية هابسبورغ على المنطقة مرة أخرى في أواخر القرن 17 ولكن القليل منهم تم السماح لهم بالبقاء بعد التوقيع على معاهدة باساروفجا في 1718. أعطى «قانون الاعتراف» في عام 1874 الطوائف غير المسيحية بما في ذلك المسلمين الإطار القانوني لتصبح معترف بها كـ Cultusgemeinden (طوائف دينية). كان أكبر عدد من المسلمين تحت السيطرة النمساوية بعد الاحتلال النمساوي المجري للبوسنة والهرسك في عام 1878. نظمت النمسا الحريات الدينية للمجتمع الإسلامي عن طريق ما يسمى بـ Islamgesetz (قانون الإسلام) في عام 1912.
بعد انهيار الإمبراطورية النمساوية المجرية بعد الحرب العالمية الأولى، فقط عدد قليل من المسلمين بقى في الحدود الجديدة للجمهورية النمساوية الأولى. تم إعداد رابطة خاصة تسمى Islamischer Kulturbund من قبل البارون «عمر رولف فون إهرنفلس» لتنظيم شؤون المسلمين المتبقين في البلاد. ومع ذلك، فإن المنظمة تم حلها في أعقاب عملية آنشلوس. ولكون إهرنفلس ناقدا للحزب النازي، فقد فر من النمسا.
في عام 1943، تأسست جمعية إسلامية أخرى على يد صالح Hadžialić بتمويل من الحكومة. بدأت هجرة المسلمين إلى النمسا في الستينات من يوغوسلافيا وتركيا. تم تأسيس «جماعة المؤمنين المسلمين في النمسا» بموجب أحكام Islamgesetz في عام 1979. العديد من اللاجئين المسلمين من الحروب اليوغوسلافية انتقلوا أيضا إلى النمسا خلال التسعينيات.
في عام 2013، منحت النمسا الاعتراف الديني للعلويين.
في شباط / فبراير 2015، أقر البرلمان النمساوي قانونا جديدا للإسلام، مانعا التمويل الأجنبي للمساجد ودفع رواتب الأئمة. خلافا للتقارير في وسائل الإعلام، القانون لا يفرض نسخة القرآن الكريم التي يمكن استخدامها في النمسا، ولكن تعاليم الدين الأساسية يجب أن تقدم إلى السلطات بالألمانية. كما يمنح المسلمين حقوقا إضافية، مثل الحق في الغذاء الحلال والعناية الرعوية في الجيش. قال وزير الاندماج سباستيان كورتس أن التغييرات تهدف إلى «مكافحة تأثير التطرف الإسلامي في النمسا». قال زعيم المجلس المركزي للمسلمين في ألمانيا، أيمن مزيك أن القانون «إيجابي ومثمر للمناقشة في ألمانيا».
في تشرين الأول / أكتوبر عام 2017، مررت الحكومة النمساوية قانونا اسمه «حظر تغطية الوجه.» القانون قدم من قبل المستشار اليساري المعتدل كريستيان كيرن. أي شخص يرتدي الملابس التي تخفي الوجه في الأماكن العامة سيتلقى غرامة 150 يورو ويجب عليه إزالة الملابس المخالفة «على الفور» إذا أمر من قبل الشرطة. العديد من النشطاء والخبراء اعتبروا القانون به كراهية للإسلام بحجة أنه يميز ضد المرأة المسلمة التي ترتدى زيا دينيا. ومن بين المعارضين للقانون كان الرئيس ألكسندر فان دير بيلين، والباحث في جامعة جورجتاون فريد حافظ، وكارلا أمينة باجاجاتي المتحدثة باسم المجتمع الإسلامي النمساوي. النقاب في النمسا نادر بشكل عام، حيث فقط حوالي 100-150 من النساء المسلمات يرتدين هذا النوع من أغطية الوجه. قبل قبول قانون الحظر، تظاهر آلاف الأشخاص في فيينا في كانون الثاني / يناير 2017 للتعبير عن المعارضة.
في عام 2018، أعلن المستشار سيباستيان كورتس أن النمسا ستغلق سبعة مساجد وترحل 40 من الأئمة مدفوعي الرواتب من قبل رئاسة الشؤون الدينية التركية، وذلك لإحباط الإسلام السياسي. في الإعلان، تم ذكر أن المجتمعات الموازية، والإسلاموية والتطرف «ليس لها مكان في المجتمع النمساوي».
في أكتوبر 2018، حظرت النمسا الحجاب في رياض الأطفال. الحظر كان بدافع حماية الأطفال من ضغط الأسرة لارتداء الحجاب. وفقا لاتحاد المعلمين النمساوي فإنه يجب الأخذ في الاعتبار حظرا مماثلا على التلاميذ حتى تصل أعمارهم إلى 14 عاما لأن هذا هو «السن الديني القانوني» (الألمانية: religionsmündig).

### السكان حسب السنة
| العام        | تعداد المسلمين | مجموع السكان | % من مجموع السكان |
| ------------ | -------------- | ------------ | ----------------- |
| 1971         | 22,267         | 7,500,000    | 0.30%             |
| 1981         | 76,939         | 7,569,000    | 1.02%             |
| 1991         | 158,776        | 7,755,000    | 2.05%             |
| 2001         | 338,988        | 8,042,000    | 4.22%             |
| 2012         | 573,876        | 8,464,000    | 6.78%             |
| 2016 (تقدير) | 700,000        | 8,773,000    | 7.98%             |

## التركيبة السكانية
التعداد الأخير في النمسا الذي جمع بيانات حول الدين كان في عام 2001. وجد التعداد أن هناك 338,988 من المسلمين في البلاد، حوالي 4.2% من السكان. «إحصاءات النمسا» قدرت في عام 2009 أن 515,914 مسلم يعيشون في النمسا. قدرت دراسة عدنان أصلان وإيرول يلدز باستخدام البيانات من إحصاء 2009 أن 573,876 من المسلمين يعيشون في النمسا في عام 2012، ويشكلون 6.8% من السكان.
غالبية المسلمين في النمسا هم مواطنون نمساويون. بينما الجنسيات الأجنبية الأكثر شيوعا بين المسلمين في النمسا هي: التركية (21.2%)، البوسنية (10.1%)، كوسوفو (6.7%)، الجبل الأسود (6.7%)، الصربية (6.7%).
تقريبا 216,345 من النمساويين المسلمين (38%) يعيشون في العاصمة فيينا. ما يقرب من 30% من المسلمين يعيشون في الولاية الشمالية خارج فيينا وكمية مساوية (30%) يعيشون في الولايات الجنوبية في النمسا.

### العرق
غالبية النمساويين المسلمين لديهم خلفية تركية أو من البلقان.
| العرق        | السكان   | العام         |
| ------------ | -------- | ------------- |
| الأتراك      | 500,000+ | [ 25 ]        |
| البوشناق     | 128,047  | [ 26 ]        |
| الأفغان      | 45,720   | [ 27 ]        |
| الأكراد      | 26,770   | [بحاجة لمصدر] |
| الشيشانيون   | 25,000   | [ 28 ]        |
| الإيرانيون   | 12,452   | [بحاجة لمصدر] |
| العرب        | 12,100   | [بحاجة لمصدر] |
| الباكستانيون | 8,490    | [بحاجة لمصدر] |

## المذاهب
في آب / أغسطس عام 2017 وجد مسح من قبل مؤسسة برتلسمان أن من بين النمساويين المسلمين، 64% كانوا من السنة و4% كانوا من الشيعة. ذكرت أحد التقديرات في عام 2010 أن 10-20% من النمساويين المسلمين علويون. من بين حوالي 300 أحمدي في النمسا، حوالي الثلث يقيمون في فيينا.

## الهوية
ما يقرب من 88% من النمساويين المسلمين يشعرون بارتباط وثيق مع النمسا، وأكثر من 62% من المسلمين لديهم روتين بقضاء وقت الفراغ في الاتصال مع الناس من الديانات الأخرى، وذلك وفقا لمسح برتلسمان في آب / أغسطس عام 2017. نفس الدراسة أيضا نفذت في ألمانيا، إلا أن العديد من أبرز الصحف الألمانية، بما في ذلك «دي فيلت»، وFrankfurter Allgemeine Zeitung، Wirtschaftswoche اعتبرت النتائج المتعلقة بوجود «ارتباط وثيق» سطحية ومتفائلة، لأن الدراسة لا تحتوي على أي معلومات عما إذا كانت قيم المشاركين متوافقة مع القيم الغربية.
حقق الرئيس التركي رجب طيب أردوغان وحزبه الإسلامي المحافظ حزب العدالة والتنمية نجاحات لدى المواطنين الأتراك في النمسا مع كسب ما بين 62% إلى 80 في المئة من الأصوات عادة. رأى نقاد في ذلك علامة على فشل الاندماج. في عام 2016 شجع سيباستيان كورتس، وزير الخارجية حينها، المشاركين في مظاهرة موالية لأردوغان على مغادرة النمسا.

## التدين
في آب / أغسطس عام 2017، في مسح من قبل مؤسسة برتلسمان، كان 42% من النمساويين المسلمين «مرتفعي التدين» و52% «متدينين بشكل معتدل.»
يظهر نمساويون مسلمون قيم دينية مرتفعة وعداء ضد مجموعات أخرى وفقا لدراسة نشرت من قبل مركز للعلوم الاجتماعية في عام 2013. تم أخذ عوامل مثل التعليم، الدخل، الحالة الزواجية، والعمر والجنس بعين الاعتبار، مما دل على أن التدين في حد ذاته كان السبب الحاسم. ودعا المؤلف نتائج الدراسة «مثيرة للقلق».
| النص                                                                                           | النسبة المئوية من الناس الذين يتفقون مع النص | النسبة المئوية من الناس الذين يتفقون مع النص |
| ---------------------------------------------------------------------------------------------- | -------------------------------------------- | -------------------------------------------- |
|                                                                                                | المسلمون                                     | المسيحيون                                    |
| المسلمون (أو المسيحيون) يجب أن يعودوا إلى جذور الإسلام (أو المسيحية).                          | 65%                                          | 27%                                          |
| هناك تفسير واحد فقط للقرآن (أو الكتاب المقدس) وجميع المسلمين (أو المسيحيين) يجب أن يلتزموا به. | 79%                                          | 18%                                          |
| قواعد القرآن (أو الكتاب المقدس) هي أكثر أهمية بالنسبة لي من قوانين النمسا.                     | 73%                                          | 13%                                          |
| النسبة المئوية من الناس الذين يتفقون مع كل النصوص السابقة.                                     | 55%                                          | 4%                                           |
|                                                                                                |                                              |                                              |
| أنا لا أريد أن يكون لدي أصدقاء مثليين.                                                         | 69%                                          | 15%                                          |
| لا يمكن الثقة باليهود.                                                                         | 63%                                          | 11%                                          |
| الدول الغربية تريد تدمير الإسلام. (أو المسلمون يريدون تدمير الثقافة الغربية.)                  | 66%                                          | 25%                                          |
| النسبة المئوية من الناس الذين يتفقون مع كل النصوص السابقة.                                     | 43%                                          | 3%                                           |

## الثقافة
تم تنظيم يوم (Tag der offenen Moschee) للمرة الأولى في تشرين الأول / أكتوبر 2013 بهدف بناء ارتباطات بين-دينية بين النمساويين المسلمين وغير المسلمين. استمر الحدث كل عام منذ ذلك الحين.

## التعليم والدخل
وفقا لمؤشر MIPEX، حواجز الوصول إلى سوق العمل للمهاجرين منخفضة نسبيا ولكن البطالة أكثر شيوعا بين المسلمين بشكل ملحوظ عن المعدل المتوسط لإجمالي السكان. حوالي 40% من المسلمين المولودين في النمسا يتركون المدرسة قبل سن 17. وفقا لدراسة لمركز بيو، 83% من المسلمين في النمسا لديهم تعليم ثانوي، وهو أعلى من المتوسط لإجمالي السكان البالغ 77%، إلا أن 8% من المسلمين في النمسا لديهم تعليم بعد المرحلة الثانوية وهو أقل من المتوسط لإجمالي السكان البالغ 19%.

## المؤسسات الدينية

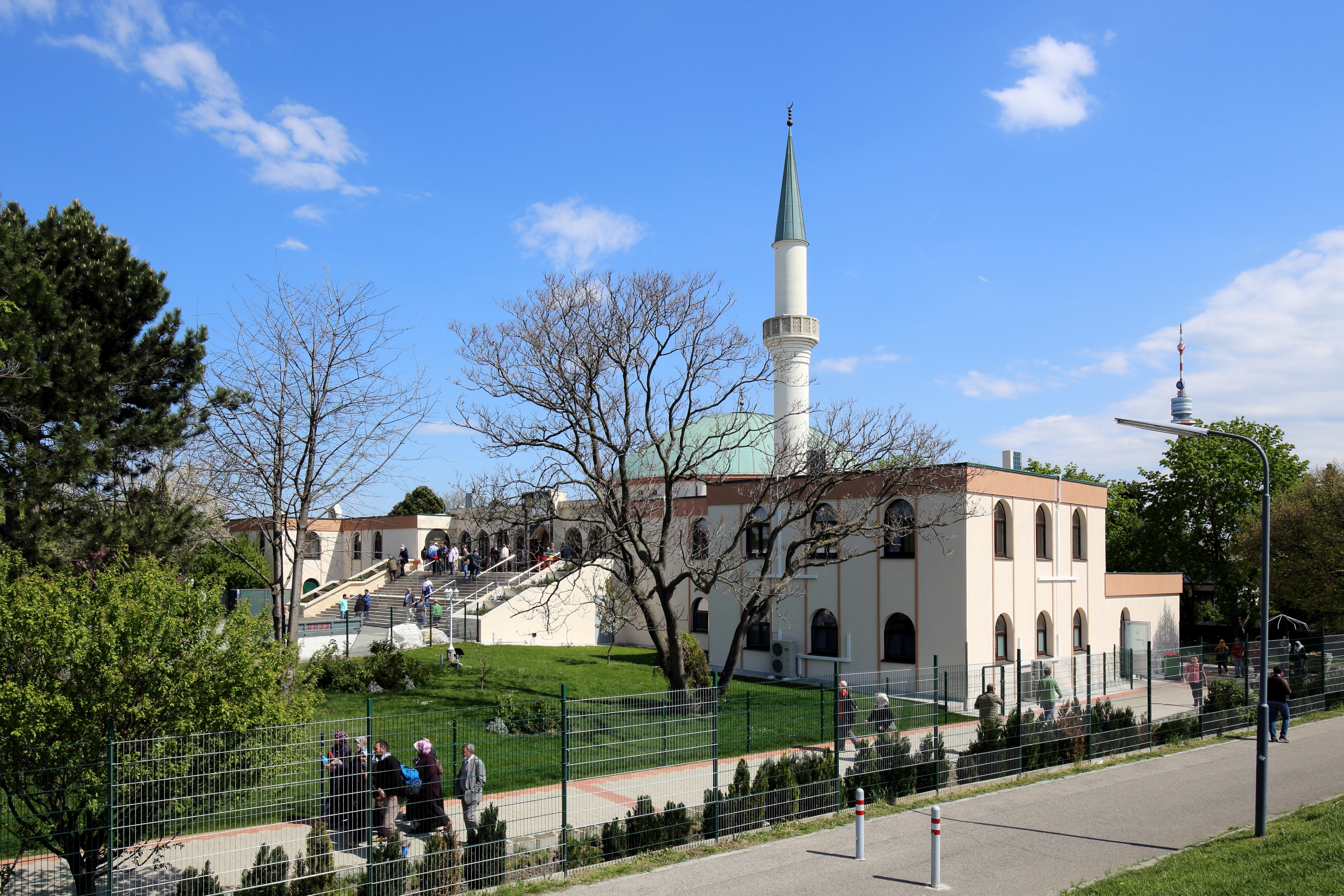
المسجد والمركز الإسلامي بفيينا.

هناك 205 مسجد معتمد في النمسا ومئات من أماكن الصلاة غير المسجلة. هناك أربعة مساجد في البلاد بمآذن.
على الرغم من الكمية الكبيرة من المسلمين ذوي الخلفية من البلقان في البلاد، معظم المنظمات الإسلامية في النمسا يسيطر عليها الأتراك. أكبر منظمة إسلامية في البلاد هي Islamische Glaubensgemeinschaft (جماعة المؤمنين المسلمين في النمسا). لدى المنظمة اثنان من الأعضاء المؤسسين وهما «الاتحاد الإسلامي النمساوي التركي» و«الاتحاد الإسلامي». «الشباب المسلم في النمسا» هي جزء من Bundesjugendvertretung وتركز أساسا على الحوار بين الأديان، مع الكاثوليك واليهود والبوذيين وغيرهم من الجماعات الدينية في البلاد. تقيم «الشباب المسلم في النمسا» أيضا حملات ضد العنصرية وكراهية الأجانب. أقام العلويون في النمسا منظمات للمجتمع مثل Islamische Alevitische Glaubensgemeinschaft (مجتمع المسلمين العلويين في النمسا)، Föderation der Aleviten Gemeinden in Österreich (اتحاد المجتمعات العلوية في النمسا).

## التمييز

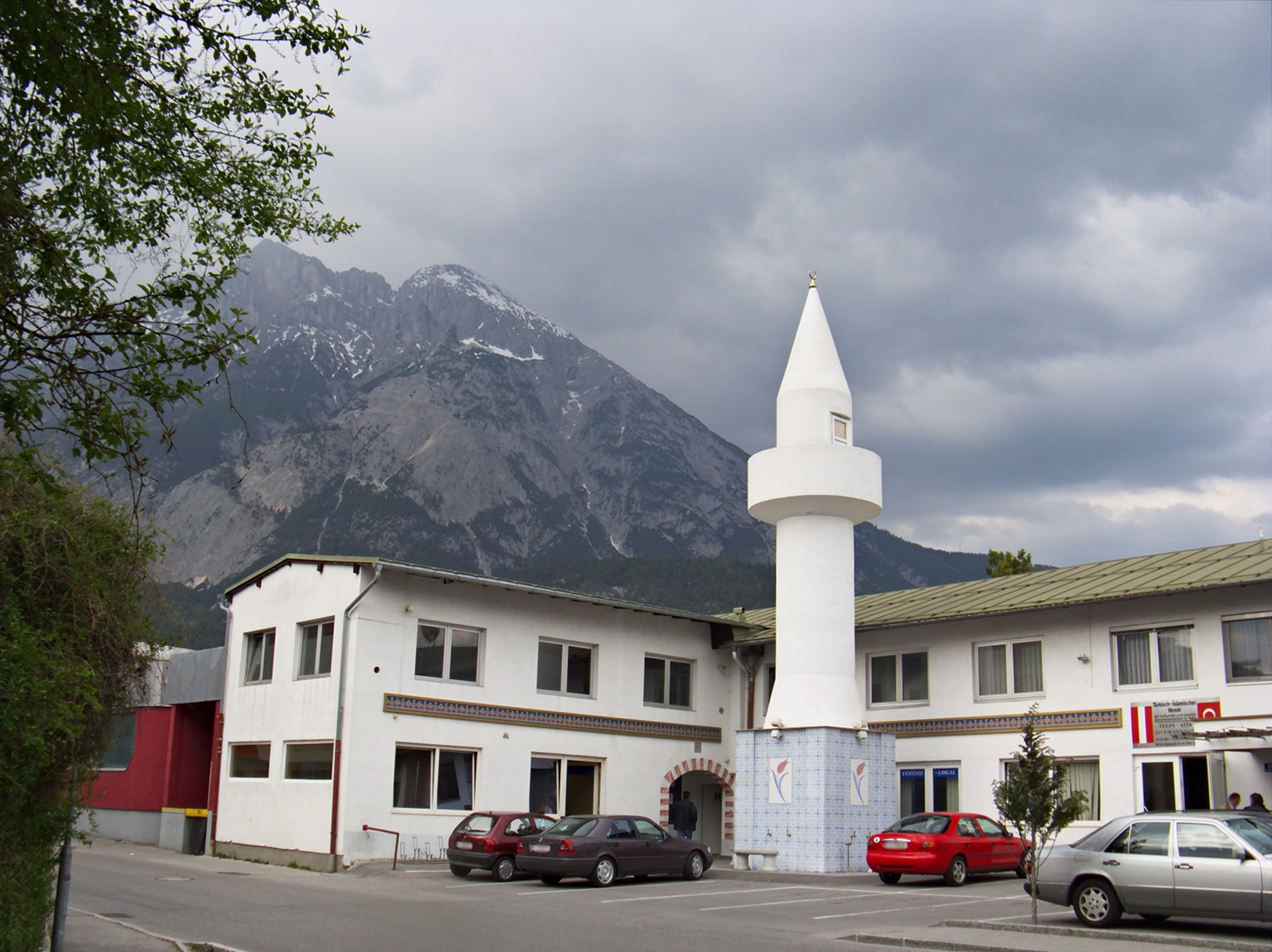
مسجد في تلفس.

وفقا لتقرير سنة 2014، كان المصدران الأكثر تأثيرا ودعما للمشاعر المعادية للمسلمين في النمسا هما صحيفة Neue Kronenzeitung وحزب الحرية النمساوي.
في استطلاع عام 2017 من تشاتام هاوس، أيد 65% من النمساويين النص التالي: «كل الهجرة القادمة من البلدان الإسلامية يجب أن تتوقف»، في حين أن 18 في المئة رفضوه. في استطلاع عام 2018 من دير ستاندارد، 45 في المئة أجابوا بأنهم ليس لديهم مشكلة في حالة «امتلاء الشوارع بالنساء المرتديات الحجاب»، 42 في المئة قالوا أن لديهم مشكلة مع ذلك.

### المعارضة
في نيسان / أبريل عام 2017، دعى الرئيس ألكسندر فان دير بيلين جميع النساء في النمسا إلى ارتداء الحجاب تضامنا مع المسلمين لمحاربة ما أسماه «الإسلاموفوبيا المنتشرة» في البلاد.

## مسلمون نمساويون معروفون
- منى دزدار، وزير الدولة في المستشارية الاتحادية.
- أربيرت هايم، طبيب كان من الشوتزشتافل، اختبأ في مصر باسم طارق فريد حسين.
- فريد حافظ، أكاديمي.
- محمد أسد، باكستاني ذو أصل نمساوي يهودي.

## قراءات إضافية
- Abid، Lise Jamila (أغسطس 2006). "Muslims in Austria: Integration through Participation in Austrian Society". معهد شؤون الأقليات المسلمة. ج. 26 ع. 2: 263–278. DOI:10.1080/13602000600937770.
- Kroissenbrunner، Sabine (يوليو 2003). "Islam and Muslim Immigrants in Austria: Socio-Political Networks and Muslim Leadership of Turkish Immigrants". Immigrants and Minorities. ج. 22 ع. 2–3: 188–207. DOI:10.1080/0261928042000244826.
- Study for Bundesministerium des Innern: Perspektiven und Herausforderungen in der Integration muslimischer MitbürgerInnen in Österreich, Mathias Rohe, Universität Erlangen. May 2006 (summary by MilitantIslamMonitor.Org: Radical Islam in Europe: Austrian government study concludes 45 % of Muslims unwilling to integrate)
- Anna Strobel: Unique Legal Status - Muslims in Austria From: Herder Korrespondenz, 2006/4, P. 200-2004
- Census 2001: Population 2001 according to religious affiliation, languages, origin and nationality[وصلة مكسورة] (PDF)(German), Statistik Austria.

1-الأقليات المسلمة في أوروبا - سيد عبد المجيد بكر.
2-المسلمون في أوروبا وأمريكا – على المنتصر الكناني.
3- نشرة المركز الإسلامي بفينا + الأهرام (1990).